# Emilian Kamiński
Emilian Kazimierz Kamiński (ur. 10 lipca 1952 w Warszawie, zm. 26 grudnia 2022 w Józefowie) – polski aktor i reżyser teatralny, filmowy, musicalowy i dubbingowy i wokalista. Założyciel Fundacji Atut i Teatru Kamienica.

## Życiorys
Był absolwentem Technikum Ekonomicznego nr 8 w Warszawie. Po ukończeniu Państwowej Wyższej Szkoły Teatralnej w Warszawie w 1975 zadebiutował w pierwszym spektaklu Teatru na Woli Pierwszy dzień wolności Kruczkowskiego w reż. Tadeusza Łomnickiego. Jednym z jego największych osiągnięć była rola w spektaklu prozy Edwarda Stachury Się w małej salce Teatru na Rozdrożu w Warszawie.
Na dużym ekranie zadebiutował w filmie Jana Łomnickiego Akcja pod Arsenałem (1977) jako jeden z młodych żołnierzy Szarych Szeregów. Inną kreację − niestałego w uczuciach Roberta − zagrał w obrazie Tango ptaka (1980).
W latach 1977–1983 związany był z Teatrem Narodowym, gdzie grał w sztukach reżyserowanych przez Adama Hanuszkiewicza: Mąż i żona (1977) Aleksandra Fredry, Sen srebrny Salomei (1977–1978) Juliusza Słowackiego, Dziady (1978–1979) Adama Mickiewicza, Treny (1979) Jana Kochanowskiego, Bracia Karamazow (1979–1980) Fiodora Dostojewskiego, ... i Dekameron (1980) Giovanniego Boccaccio, Samuel Zborowski (1981) Juliusza Słowackiego, Śpiewnik domowy (1982–1983) Stanisława Moniuszki i Komedia pasterska (1982–1983) Jana Andrzeja Morsztyna.
W latach 1980–1981 był członkiem NSZZ „Solidarność”, pełnił m.in. funkcję wiceprzewodniczącego komisji zakładowej w Teatrze Narodowym w Warszawie.
W stanie wojennym Kamiński był jednym ze współtwórców oraz wykonawców Teatru Domowego, który był formą sprzeciwu środowiska aktorskiego wobec komunistycznego reżimu. Teatr zagrał swój spektakl po raz pierwszy 1 listopada 1982 roku w mieszkaniu Ewy Dałkowskiej. Wystawiono sztukę pt. „Przywracanie porządku”, która opowiadała o więźniach stanu wojennego. Przedstawienie obejrzało wtedy około 40 widzów, następnie sztukę powtórzono jeszcze 100 razy. W repertuarze było też przedstawienie komediowe, w którym pojawił się „Bluzg”, pamflet na gen. Wojciecha Jaruzelskiego. W tamtym czasie prowadził też firmę budowlaną.
W latach 1983–2000 związał się z Teatrem Ateneum, gdzie zadebiutował jako reżyser przedstawieniem o szaleństwie dyskotekowej muzyki Słodkie Miasto (1983), był współtwórcą wraz z Wojciechem Młynarskim spektaklu Brel (1985). Widzowie teatralni oglądali go m.in. w głośnych inscenizacjach Adama Hanuszkiewicza: Cyd (1985) Morsztyna i Pierre’a Corneille’a, Maria i Woyzeck (1985-86) według Georga Büchnera.
Popularność przyniosła mu rola Jerzego, pełnego fantazji malarza w kinowej i telewizyjnej ekranizacji powieści Kornela Makuszyńskiego Szaleństwa panny Ewy (1985).
Występował także w teatrach warszawskich: Komedia (1989, 2002), Rozmaitości (1990), Powszechnym im. Zygmunta Hübnera, gdzie odniósł sukces jako Janosik-Swój w przedstawieniu Ernesta Brylla Na szkle malowane (1993) w reżyserii Krystyny Jandy oraz zagrał w swojej autorskiej sztuce Romans (1996) w reżyserii Roberta Glińskiego, Muzycznym 'Roma' (1999), Studio Buffo jako pan Capuleti w musicalu Janusza Józefowicza Romeo i Julia (2004) oraz Rampa na Targówku (2006). W 1997 powrócił na stałe do Teatru Narodowego.
W 1993 na XXVII Festiwalu Teatrów Jednego Aktora w Toruniu odebrał nagrodę jury oraz nagrodę publiczności za monodram Kontrabasista według Patricka Süskinda. W 2002 na II Krajowym Festiwalu Teatru PR i TV „Dwa Teatry” w Sopocie zdobył wyróżnienie dla autorskiego słuchowiska Romans, a w 2004 na XLIII Rzeszowskich Spotkaniach Teatralnych otrzymał II miejsce w plebiscycie publiczności na najlepszą rolę męską Spotkań – za rolę Kempa w przedstawieniu Czuwanie Morrisa Panycha.

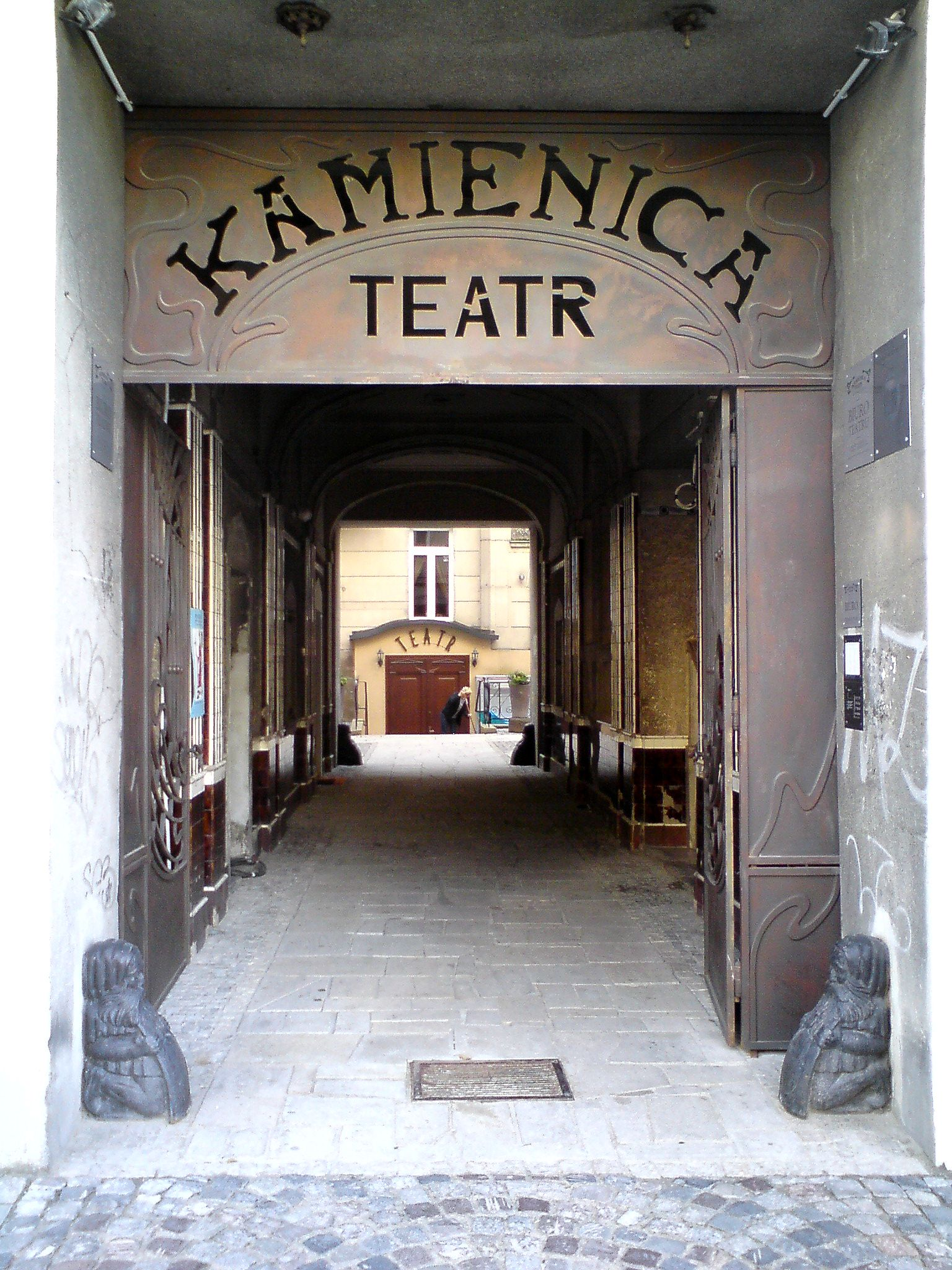
Teatr Kamienica w Warszawie, założony przez Emiliana Kamińskiego

W 2002 założył Fundację Wspierania Twórczych Inicjatyw Teatralnych „Atut”, która działa przy Teatrze Kamienica.
27 kwietnia 2009 uruchomił prywatną scenę Teatr Kamienica. W 2000 rozpoczął poszukiwania odpowiedniego miejsca, następnie przez 5 lat zbierał fundusze i materiały niezbędne do zrealizowania inwestycji. Brał czynny udział w pracach budowlanych. Nad wykończeniem wnętrza teatru pracowały żona dyrektora, Justyna Sieńczyłło oraz Jolanta Pachowska. 27 marca 2009 podczas Międzynarodowego Dnia Teatru oraz w setną rocznicę wybudowania kamienicy odbyło się uroczyste otwarcie Teatru Kamienica. Nazwiska osób, które przyczyniły się do zrealizowania projektu, zostały umieszczone na pamiątkowej tablicy znajdującej się na dziedzińcu kamienicy.
3 grudnia 2024 roku odbyło się uroczyste odsłonięcie muralu na cześć Emiliana Kamińskiego. Mural aktora umieszczono na ścianie budynku przy ulicy Solidarności 91 w Warszawie, tuż obok prowadzonego przez Kamińskiego Teatru Kamienica. Dzień 3 grudnia nie został wybrany nieprzypadkowo, gdyż jest to Międzynarodowy Dzień Osób z Niepełnosprawnościami, a Emilian Kamiński przez lata był zaangażowany w pomoc innym, wielokrotnie zapraszając w progi swego teatru osoby wykluczone społecznie.

## Życie prywatne

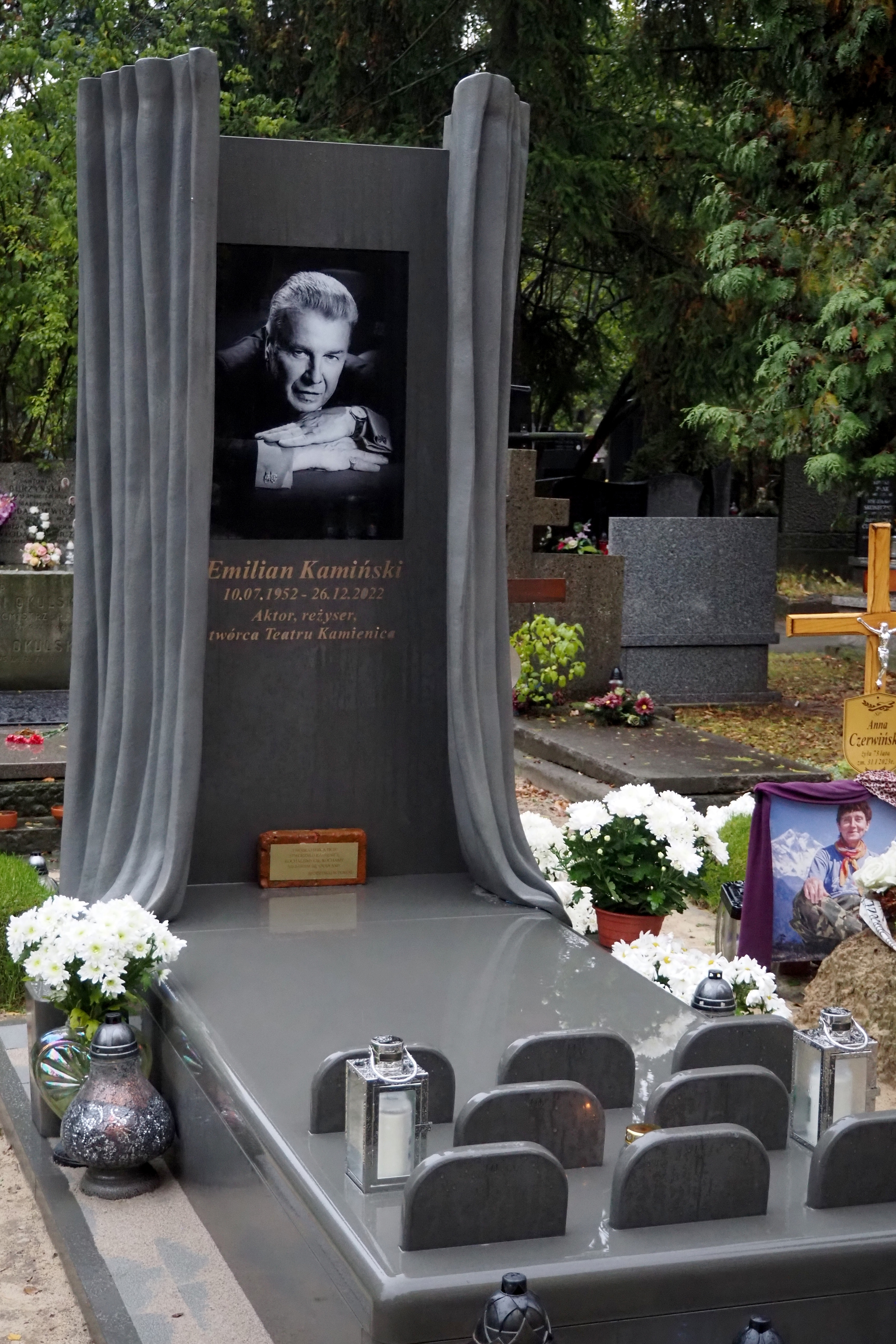
Grób Emiliana Kamińskiego w Alei Zasłużonych na Cmentarzu Wojskowym na Powązkach w Warszawie

Był starszym bratem aktorki Doroty Kamińskiej. Z pierwszego małżeństwa z Izabellą Jarską miał córkę Natalię. Z żoną Justyną Sieńczyłło miał dwóch synów: Kajetana i Cypriana. Mieszkali w Józefowie pod Warszawą, gdzie 26 grudnia 2022 zmarł po długiej i ciężkiej chorobie w otoczeniu rodziny.
4 stycznia 2023, po mszy świętej w kościele św. Karola Boromeusza, został pochowany w Alei Zasłużonych cmentarza Wojskowego na Powązkach w Warszawie. Uroczystość miała charakter państwowy.

## Odznaczenia
- Krzyż Komandorski z Gwiazdą Orderu Odrodzenia Polski (2022, pośmiertnie)[18][19]
- Krzyż Oficerski Orderu Odrodzenia Polski (2014)[20]
- Krzyż Kawalerski Orderu Odrodzenia Polski (2007)[21]
- Krzyż Wolności i Solidarności (2019)[22]
- Złoty Krzyż Zasługi (2005)[23]
- Złoty Medal „Zasłużony Kulturze Gloria Artis” (2022)[24]
- Srebrny Medal „Zasłużony Kulturze Gloria Artis” (2007)[25]
- Medal Stulecia Odzyskanej Niepodległości (2019)[26]
- Medal Świętego Brata Alberta (2012)[27]
- Medal Pamiątkowy „Pro Masovia” (2014)[28]

## Filmografia

### Filmy/Seriale TV
- 1977: Akcja pod Arsenałem – „Jur”
- 1978: Wesela nie będzie – Grzegorz
- 1978: Zaległy urlop – członek pracowni Marii
- 1978: Ślad na ziemi – Marcin Kortycki, syn dyrektora
- 1978: Bestia – Franek
- 1978: Biały mazur – Szymon Diksztajn
- 1979: Deklinacja
- 1980: Tango ptaka – Robert
- 1980: Bez miłości – chłopak Marianny
- 1982: Niech cię odleci mara – Romuś
- 1983: Szaleństwa panny Ewy – Jerzy Zawidzki
- 1984: Trzy stopy nad ziemią – górnik Henio, zięć Zymana
- 1984: Ceremonia pogrzebowa – Jancarz
- 1984: Szaleństwa panny Ewy – malarz Jerzy Zawidzki
- 1985: Tanie pieniądze – „Wrangler”
- 1986: Tango z kaszlem – Feliks
- 1988: Rodzina Kanderów – Heniek, kolega Jurka (odc. 1 i 6)
- 1988: Pan Kleks w kosmosie – dyrektor Kudłacz, kierownik Gładysz
- 1988: I skrzypce przestały grać – śpiewak cygański na wigilii
- 1990: Maria Curie – śpiewak w kabarecie
- 1990: Urodziny Kaja – kelner
- 1991: Przeklęta Ameryka
- 1994–1995: Fitness Club – Rysio
- 1994: Żabi skok – Schizol
- 1996: Matka swojej matki – przyjaciel Ewy
- 1999: Klan – Tomasz Jakubowski, mąż Bogny
- 2001: Boże skrawki – oficer niemiecki Franz
- 2002: Kariera Nikosia Dyzmy – przewodniczący Trędowaty
- 2004–2006: Bulionerzy – prokurator – adwokat Jan Grzegorczyk
- 2004–2023: M jak miłość – Wojciech Marszałek, ojciec Madzi
- 2005: Tak miało być – Tadzik, wuj Ewy, Misi i Jędrka
- 2006: Szatan z siódmej klasy – doktor Cisowski
- 2007: U Pana Boga w ogródku – Jerzy Bocian
- 2007–2008: Doręczyciel – piosenkarz Bernard Rudacki
- 2009: U Pana Boga za miedzą – Jerzy Bocian
- 2010: Prosta historia o miłości – ojciec Marty
- 2012: Przedtem, potem – Jurek, wuj Celiny
- 2013: Sierpniowe niebo. 63 dni chwały – dyrektor
- 2019: Młody Piłsudski – gubernator Piotr Orżewski
- 2022: Lokatorka – szef ruchu lokatorów
- 2023: U Pana Boga w Królowym Moście – burmistrz Jerzy Bocian (ostatnia rola)

### Gościnnie
- 1999: Policjanci – Adam Jobkiewicz, kierownik w ZUS-ie; mechanik Stacho Basiak, sobowtór Jobkiewicza (odc. 2)
- 1999: Miodowe lata – Malicki (odc. 26)
- 2000: Duża przerwa – Patryk (odc. 1)
- 2000: 13 posterunek 2 – Józef Oczko „Ambasador” (odc. 36)
- 2002: Psie serce – Tenor (odc. 6)
- 2003: Na dobre i na złe – Małecki, ojciec Kasi (odc. 152)
- 2004: Rodzinka – Wiesiek Krupa (odc. 15)
- 2004: Pensjonat pod Różą – Zygmunt, mąż Eli (odc. 28)
- 2005–2006: Egzamin z życia – szef firmy komputerowej (odc. 17 i 23)
- 2006: Ale się kręci – wicepremier Stach Mrugała (odc. 7)
- 2008: Kryminalni – szef partii „Twoja Przyszłość” Łukasz Mader (odc. 96)
- 2012: Ranczo – ekspert (odc. 68)

### Dubbing
- 1960–1966: Flintstonowie
- 1961–1962: Kot Tip-Top – Tip Top
- 1970: Krzyż i sztylet – Big Cat
- 1977: Annie Hall – Alvy Singer
- 1981–1983: Dookoła świata z Willym Foggiem
- 1983–1987: Fraglesy – wujek Matt z podróży
- 1985: Wuzzle – Bajer
- 1987: Rzeka kłamstwa – Bazyli, młody Cygan
- 1989: Janka – właściciel kinematografu
- 1989: Mała Syrenka – Krab Sebastian
- 1990–1991: Muminki – Pan Poszukiwacz
- 1992–1994: Mała syrenka – Sebastian
- 1994: Król lew – Pumba
- 1994: Asterix podbija Amerykę – Generał Centurion
- 1995: Toy Story – Hamm
- 1995–1998: Timon i Pumba – Pumba, Bampu (odcinek 2a), Wujek Borys (odcinek 16a), Wieprz Cisco (odcinek 34a)
- 1997: Zorro – kapitan Montecero
- 1998: Magiczny miecz – Legenda Camelotu – Devon
- 1998: Król lew II: Czas Simby – Pumba
- 1999: Planescape: Torment – Morte
- 1999: Toy Story 2 – Hamm
- 2000: Mała Syrenka 2: Powrót do morza – Krab Sebastian
- 2000: Cybernetyczny świat
- 2001–2002: Café Myszka – Pumba; Sebastian
- 2004: Król lew – Pumba
- 2004: Lucky Luke – Bankier
- 2004: Król lew 3: Hakuna matata – Pumba
- 2004: Parę osób, mały czas – Jacek
- 2008: Mała Syrenka: Dzieciństwo Ariel – Krab Sebastian
- 2010: Toy Story 3 – Hamm
- 2019: Toy Story 4 – Hamm